# Asta (náutica)
En náutica, el término asta tiene varios significados:
1. Nombre dado a todo palo fijo verticalmente para izar banderas o señales, montar grimpolas, catavientos, etc.
2. Extremo superior de un mastelero de juanete o sobrejuanete, llamado también zanco y galope.
3. Especie de verga pequeña que se pone a un gallardete para que quede horizontal.
4. El mastelero de juanete, cuando es más pequeño que el usado generalmente, llamado también asta de invierno.
5. Caña.
6. Barraganete.
7. Antiguamente, era el pinzote de hierro que llevaban las galeras para montar el cataviento en el palo de mesana.
8. Nombre que se da en construcción naval a cada una de las piezas del castillaje, que van desde la cuadra hacia la popa y proa. Cuando son sencillas y no llevan varenga se llaman astas reviradas.